# Афанасьев, Григорий Васильевич
Афанасьев (Афонасьев) Григорий Васильевич Афанасьев (около 1804 — после 1845) — кораблестроитель, строитель парусных кораблей Черноморского флота, полковник Корпуса корабельных инженеров.

## Биография
Афанасьев Григорий Васильевич родился около 1804 года. С середины 20—х годов XIX века находился при строительстве кораблей в Николаевском адмиралтействе. С 1829 года выполнял чертежи плазовых работ по 120-пушечному парусному линейному кораблю Черноморского флота «Варшава», расчёты которых провёл командующий флотом адмирал А. С. Грейг. С 1832 года прапорщик корпуса корабельных инженеров Афанасьев был помощником главного строителя этого корабля полковника И. Я. Осминина. Строительство корабля было проведено за рекордно короткие сроки — полтора года. 6 ноября 1833 года судно было спущено на воду.
12 сентября 1834 года в Николаевском адмиралтействе Г. В. Афанасьев самостоятельно заложил и построил своё первое судно — 10-пушечный тендер «Спешный» (спущен на воду 4 июня 1835 года)
19 (31) октября 1836 года заложил на стапеле Николаевского адмиралтейства парусный транспорт «Ингул», который спустил на воду 5 (17) сентября 1837 года.
4 октября 1838 года на стапелях верфи в Николаеве поручик корпуса корабельных инженеров Афанасьев заложил одну из пяти шхун типа «Гонец» — 16-ти пушечную парусную шхуну «Забияка» (спущена на воду 24 августа 1839).
Параллельно со строительством шхуны «Забияка» Афанасьев в октябре 1838 года приступил к строительству трёх 16-пушечных бригов. 17 ноября 1839 года спустил на воду бриг «Фемистокл», 23 июня 1840 года — однотипный бриг «Персей», и 26 июля 1842 года — бриг «Эней».
26 июля 1842 года Афанасьев заложил в Николаевском адмиралтействе два 18-ти пушечных брига типа «Паламед»: «Птолемей» и «Тезей», которые были построены и спущены на воду 9 сентября 1845 года. Бриги принимали участие в Крымской войне 1853—1856 годов.
Параллельно со строительством бригов полковник корпуса корабельных инженеров Афанасьев с 1844 года строил в Николаеве две 10-ти пушечные шхуны «Скучная» и «Унылая».